# Seifedin Ben Hasen
Seifedin Ben Hasen (11 de agosto de 1991) es un deportista tunecino que compitió en judo. Ganó tres medallas en el Campeonato Africano de Judo entre los años 2009 y 2012.

## Palmarés internacional
| Campeonato Africano | Campeonato Africano     | Campeonato Africano | Campeonato Africano |
| Año                 | Lugar                   | Medalla             | Categoría           |
| ------------------- | ----------------------- | ------------------- | ------------------- |
| 2009                | Puerto Louis (Mauricio) | Medalla de oro      | –73 kg              |
| 2010                | Yaundé (Camerún)        | Medalla de plata    | –73 kg              |
| 2012                | Agadir (Marruecos)      | Medalla de bronce   | –81 kg              |